# جاك بي. نيوتن
جاك بي. نيوتن هو عالم فلك كندي، ولد في 13 أغسطس 1942.

## وصلات خارجية
- الموقع الرسمي